# La Pelopony
Yolanda Gallardo Barrero (Sabadell, Vallès Occidental, 14 de juny de 1986), coneguda pel seu nom artístic La Pelopony (pronunciat [la peloponi]), és una cantant catalana considerada una de les dives o icones gai del país.
Va començar a ser coneguda l'any 2013, després de pujar al seu canal de YouTube el videoclip del seu primer single, Sentir. La seva popularitat va augmentar quan va participar en el programa de telerealitat Superviventes, de Telecinco, l'any 2014. Després, entre 2015 i 2017, va ser col·laboradora del programa Cazamariposas, també de Telecinco. El 2021 va saltar-se el confinament per la covid-19 repetidament per promocionar el videoclip Vampiros.
L'octubre de 2022 l'artista va intentar participar al Benidorm Fest 2023, preselecció per al festival de la cançó d'Eurovisió, però va fer-ho un dia tard. Va demanar a l'organització, a través de les xarxes socials i mitjans, que li admetessin el tema «Distorsión», sense èxit.
El 2023 es va tornar a presentar a la preselecció del Benidorm Fest 2024, aquest cop sí dins el termini establert i amb el tema «Chamán», tot i que finalment no va ser seleccionada entre els 16 participants de la final.
El febrer de 2024 va fer-se diverses operacions estètiques a Turquia, i tot seguit va aparèixer en diversos programes de Telecinco per mostrar el seu resultat, encara sense haver-se recuperat de les ferides. El mes de març va gravar una actuació amb el seu nou senzill, que havia de transmetre's al programa Fiesta de la mateixa cadena, però no va arribar a fer-ho mai.

## Discografia
Com a artista independent ha anat publicant tots els seus temes primer com a single, posteriorment agrupats en àlbums recopilatoris. Alguns dels singles destacats per Spotify amb més de 200.000 reproduccions són:
- Sentir (2013), primer tema publicat
- Androgénico (2014), tema amb més reproduccions
- Tremenda (2015)
- Talismán (2016)
- Eva (2020)

Àlbums recopilatoris:
- Yolanda (autoeditat, 2016)[11]
- Eva Lilith - Los Mundos de Gorospe (autoeditat, 2020)